# 펩타이드외부가수분해효소
펩타이드외부가수분해효소(영어: exopeptidase)는 말단(또는 끝에서 두 번째) 펩타이드 결합의 절단을 촉매하는 펩티데이스의 일종이며, 이 효소의 촉매 과정에서 펩타이드 사슬로부터 아미노산, 다이펩타이드 또는 트라이펩타이드가 방출된다. 단백질외부가수분해효소(蛋白質外部加水分解酵素, 영어: exoproteinase), 엑소펩티데이스라고도 한다. 아미노산이 아미노 말단(N-말단) 또는 카복시 말단(C-말단)으로부터 방출되는 여부에 따라 엑소펩티데이스는 아미노펩티데이스 또는 카복시펩티데이스로 분류된다. 소장의 솔가장자리에 있는 효소인 아미노펩티데이스는 펩타이드의 아미노 말단에서 단일 아미노산을 절단하는 반면, 이자액에 존재하는 소화 효소인 카복시펩티데이스는 펩타이드의 카복시 말단에서 아미노산을 절단한다.

## 예
다음은 엑소펩티데이스의 몇 가지 예들이다.
- 카복시펩티데이스 A – C-말단의 Phe, Tyr, Trp, Leu을 절단한다.
- 카복시펩티데이스 B – C-말단의 Lys, Arg을 절단한다.
- 아미노펩티데이스 – N-말단의 모든 아미노산을 절단한다.
- 프롤리네이스 – 다이펩타이드의 N-말단 Pro을 절단한다.[2]
- 프롤리데이스 – 다이펩타이드의 C-말단 Pro을 절단한다.[3]

## 같이 보기
- 단백질 분해 지도
- 펩타이드내부가수분해효소
- 에드만 분해
- 염화 단실
- 단백질가수분해효소